# Rachicerus guttatus
Rachicerus guttatus är en tvåvingeart som beskrevs av Akira Nagatomi 1970. Rachicerus guttatus ingår i släktet Rachicerus och familjen vedflugor. Inga underarter finns listade i Catalogue of Life.